# Victor Bogaciuc
Victor Bogaciuc (ur. 17 października 1999) – mołdawski piłkarz występujący na pozycji środkowego pomocnika w mołdawskim klubie Petrocub Hîncești oraz reprezentacji Mołdawii.

## Sukcesy

### Klubowe
Petrocub Hîncești
- Zdobywca Pucharu Mołdawii: 2019/2020